# Azelia monodactyla
Azelia monodactyla är en tvåvingeart som beskrevs av Friedrich Hermann Loew 1874. Azelia monodactyla ingår i släktet Azelia och familjen husflugor. Arten har ej påträffats i Sverige. Inga underarter finns listade i Catalogue of Life.